# Grupa Manganului
Grupa 7, definită prin nomenclatura IUPAC, este un grup de elemente chimice din tabelul periodic; acest grup este reprezentat de mangan (Mn), technețiu (Tc), reniu (Re) și bohriu (Bh). Toate aceste elemente sunt metale tranziționale.
Similar cu celelalte grupe, constituenții acestei grupe indică un model electronic repetitiv, caracterizând o periodicitate a comportamentului lor chimic. 